# Ferdinand Lassalle
Ferdinand Lassalle, ursprungligen Ferdinand Johann Gottlieb Lassal, född 11 april 1825 i Breslau i Kungadömet Preussen (nuvarande Wrocław i Polen), död 31 augusti 1864 i stadsdelen Carouge i dagens Genève i Schweiz, var en tysk jurist, filosof, socialist och politisk aktivist. Lassalle anses vara en av den tyska socialdemokratins grundare och myntade bland annat begreppen "nattväktarstat" (tyska: Nachtwächterstaat) och "järnhårda lönelagen" (tyska: Ehernes Lohngesetz).

## Biografi

### Ungdom och skolår
Ferdinand Lassalle var son till en välbärgad judisk sidenhandlare vid namn Heymann Lassal och Rosalie Lassal, född Heizfeld. Han var 1835-40 elev vid Maria Magdalenagymnasiet i Breslau. Lassales dåvarande skolkamrater (bl.a. August Meitzen) liksom de från handelsskolan i Leipzig, beskriver honom som en person med utpräglat självmedvetande, som kunde hävda sig och sina åsikter gentemot andra.

### Studieår
Lassalles starka kampanda kan skönjas redan i ungdomsårens dagböcker. Redan vid 15 år beskrev han Tyskland som ett “stort fängelse med människor, vars rättigheter tyranner trampade under sina fötter”. Lassalle lämnade handelsskolan i förtid, eftersom han inte kunde tänka sig att ägna hela livet åt handel. 
Han ville syssla med intellektuella aktiviteter, studera. Han beslöt att bli skriftställare 1840, 15 år gammal, och att bli en förkämpe för rättvisa. 1843 avlade han mogenhetsexamen i Breslau. Han återvände mot sin faders vilja till föräldrahemmet (vilket var ovanligt på den tiden) och gömde sig där med sin mors och systers hjälp i en vindskupa. Där studerade han de texter som var nödvändiga för inträde till universitetet i Breslau och senare Humboldt-universitetet i Berlin för studier i historia, arkeologi, filosofi och filologi. Han klarade examen och fadern gav motvilligt sitt medgivande till sonens vidare studier vid universitet. Han var orolig att sonen inte skulle klara sin försörjning. I och med studiernas början blev Lassalle upptagen i ”Alte Breslauer Burschenschaft der Raczeks”.

### Orientering mot filosofin
Lassalle blev tidigt fascinerad av Hegels idéer. Han övertog idén från Hegel att staten är “en enhet av individer i ett sedligt helt, en enhet som i oerhörd grad ökar alla enskildas kraft”. Han överförde den sedan till den tyska socialdemokratin. Under sin studietid ägnade han sig nästan uteslutande åt textanalys och åt utarbetandet av egna idéer. Han försummade till och med vardagliga bestyr som att äta. Också i detta kan man märka en ovanlig glöd. En samtida betecknade honom som ett underbarn. 
Under sin högskoletid 1843-46 ägnade sig Lassalle helt åt vetenskapligt arbete och studerade texter av Heine, Goethe, Fichte och andra betydande diktare liksom den försokratiske filosofen Herakleitos. Lassalles viktigaste arbete inom filosofin var den ytterst anspråksfulla avhandlingen “Herakleitos den dunkles filosofi” (originaltitel: Die Philosophie Herakleitos des Dunklen von Ephesos). Han ville med detta arbete vinna erkännande i intellektuella kretsar och till slut en universitetsprofessur. Han tillägnade sig tidigt demokratiska och socialistiska idéer under inflytande av skrifter av Ludwig Börne, Heinrich Heine, unghegelianerna och de utopistiska socialisterna. Med denna bakgrund hälsade han med glädje det första proletära upproret i Tyska förbundet, de schlesiska vävarnas, i juni 1844. 
Lassalle såg de historiska epokerna som skilda steg på frihetsidéns trappa och klasserna som bärare av olika principer vari denna idé förkroppsligade sig. Han tillerkände inte massan någon revolutionär kraft. Den var bara ett objekt för en ledare som kommit till insikt. Han uppfattade staten som förkroppsligandet av mänsklig sedlighet.

### Personlig utveckling och framsteg i juridiken
Vid 20 års ålder lärde han känna den dubbelt så gamla grevinnan Sophie von Hatzfeldt i Berlin. Hon försökte skilja sig från sin man som ständigt bedrog henne. Lassalle tog sig an hennes fall och företrädde henne i 36 rättegångar från 1846 till 1854. Han vann genom dessa processer en ansenlig förmögenhet. Han bodde åren 1856-57 i grevinnans hus i Düsseldorf. 
Om han hade ett förhållande med grevinnan är inte känt, dock är det antagligt, eftersom hon stödde hans idéer under många års tid. I februari 1848 då processerna mot mannen fortfarande pågick, var Lassalle häktad under en månads tid därför att han misstänktes vara upphov till en stöld av en portfölj viktiga dokument. Han blev dock frikänd i augusti 1848 (23 år gammal) efter att ha gjort starkt intryck på juryn med sin vältalighet.
Under tiden hade den liberala marsrevolutionen börjat i tyska förbundet med sikte på att skapa en enhetlig tysk stat och på demokratiska reformer. Lassalle engagerade sig i en klubb för demokratiskt arbete och kom i personlig kontakt med Karl Marx och Friedrich Engels och räknade sig som deras stridsbroderkamrat. Han läste ”Kommunistiska manifestet” och följde uppmärksamt utgivningen av Karl Marx' ”Neue Rheinische Zeitung”, han skrev också några artiklar i den. Efter 1846 stavade han sitt efternamn på franskt sätt, vilket kan tyda på nära kontakt med franska socialister.

### Lassalles aktivitet under den revolutionära tiden
När nationalförsamlingen förvisades från Frankfurt am Main och Berlin sattes i belägringstillstånd, skrev Lassalle ett upprop som manade till skattevägran och privatbeväpning av de enskilda medborgarna. Han skrev till exempel i ”Bondeledaren” (”Bauernfuhrer”): ”….förse er med ammunition. I Düsseldorf bryter snart striden ut”. Dagen efter publiceringen blev Lassalle återigen häktad. Juryn frikände honom, men lät honom inte gå och han fick tillbringa sex månader i häkte från juli 1849. Senare visade sig denna tid vara av godo eftersom han slapp bli indragen i alla processer mot kommunister efter upproret 1848. 
I motsats till många andra kommunister och socialister kunde han därför stanna kvar i landet och kallade sig ibland ”den siste mohikanen”. Efter tiden i häktet stod han i nära kontakt med arbetare. Han bevakades av polisen i Düsseldorf och betraktades som ”extremt farlig”. Förhållandet till Karl Marx som varade åren 1849-62 försämrades med åren, men det kom aldrig till någon brytning. 
Filosofiskt sett blev han Hegel trogen. Han anammade aldrig någon materialistisk uppfattning. Han arbetade visserligen i Kommunistiska Förbundet, men blev inte upptagen i partiet på grund av sin roll i rättsprocesserna under ungdomen. 1851 grundade Lassalle en illegal cirkel med revolutionära arbetare i Düsseldorf och propagerade för socialistiska idéer. 1851/52 försvarade han de anklagade i kommunistprocessen i Köln. 
Han kunde till slut driva processen mot grevinnan von Hatzfeldts man till ett förmånligt slut. Han fick understöd från henne även därefter och kunde leva utan ekonomiska bekymmer. Under de följande åren skrev Lassalle några av sina viktigaste verk , däribland också diktverk som dramat ”Franz von Sickingen” (1858) och det juridiska verket ”Das System der erworbenen Rechte” (1861). Han studerade på nytt favoritfilosofen Herakleitos. Mot slutet av 1858 lyckades han få tillstånd att uppehålla sig en längre tid i Berlin. 
Under den politiska krisen 1859 publicerade han skriften ”Der italienische Krieg und die Aufgabe Preussens” i vilken han förordade en starkare ställning för Preussen. Detta blev från London häftigt kritiserat av Marx och Engels. Lassalles pro-preussiska orientering blev kritiserad från socialdemokratiskt håll och hotade enheten inom partiet för lång tid framöver. 
Under tiden i Berlin bodde och arbetade Lassalle 1859 till 1863 på Bellevuestrasse 13 i Wohnhaus Uphoff. År 1861 var Karl Marx gäst hos Lassalle i denna våning hela elva dagar och nätter. De förde många ingående samtal och slapp den långa vägen till kontakt via brev. Berlins stadsförvaltning satte 1928 upp en minnestavla på huset, men den revs ner av nazisterna redan 1933. Huset revs i samband med planerna för ”Welthauptstadt Germania” 1938. 11 april 2005 sattes en ny minnestavla upp, som citerar den ursprungliga och ger en hyllning åt Lassalle.

### Första försöket till politisk verksamhet
Åren 1862 till 1864 var Lassalles mest politiskt aktiva år. Kung Wilhelm I upplöste den preussiska lantdagen när den avböjt hans anspråk på stärkande av militärmakten. Efter nyval avböjdes dessa anspråk på nytt. Kungen lät upplösa lantdagen igen men utlyste inte nyval. Oppositionen i den nya lantdagen hade varit ännu starkare. I stället placerade han företrädaren för den brandenburgska adeln Otto von Bismarck i den preussiska regeringen. Han satte sig över författningen och började bygga ut militärmakten. Kampen mellan den gamla kungamakten och den nya parlamentsmakten hade börjat. Lassalle såg tillfället att ingripa verksamt i politiken. Han försökte först vinna ett antimonarkistiskt parti vid namn ”Framstegspartiet” (Fortschrittspartei) för sig men lyckades inte, och var sedan mycket kritisk mot detta parti. 
I april 1862 vände sig Lassalle med ett föredrag till den nyuppståndna tyska arbetarrörelsen. Sommaren 1862 besökte han Marx i London och försökte vinna honom för en gemensam arbetaragitation i Tyskland. Marx avböjde, eftersom han var rädd att ett samarbete med Lassalle skulle kompromettera honom. Men en arbetarsammanslutning i Leipzig som förberedde en kongress bad Lassalle i december 1862 att utarbeta ett revolutionärt program.

### Politiska framträdanden
I april 1862 hade Lassalle publicerat sitt i detalj utarbetade tal ”Uber den besonderen Zusammenhang der gegenwärtingen Geschichtsperiode mit der Idee des Arbeiterstandes (Arbeiterprogramm)” (”Om arbetarklassens särskilda roll och sammanhang med den samtida historiska perioden”) och ”Uber Verfassungswesen”. ”Arbetarprogrammet” var en introduktion i socialismen som han uppfattade den. Han tog avstånd från den liberala borgerligheten och fann gensvar hos arbetarna. Lassalle hade uppfattningen att Bismarck hade full kontroll över borgerligheten. Lassalle försökte hädanefter fullgöra vad tyskarna velat genomföra med marsrevolutionen. Hit hörde bland annat yttrandefriheten. Lassalle kunde skriva och tala obehindrat, men han fick också en del fängelsedomar. I april 1863 satt Lassalle återigen en månad i fängelse, eftersom han i en strid om arbetarprogrammet hade yttrat sig nedsättande om filosofen Friedrich von Schellings son. Detta utökades till ytterligare fyra månader. Lassalle anklagade Bismarck för brott mot författningen och höll i denna fråga två verkningsfulla tal.

### Grundandet av arbetarpartiet ADAV
I slutet av år 1862 blev Lassalle inbjuden till möte med arbetarkommittén i Leipzig av Otto Dammer, Julius Vahlteich och Friedrich Wilhelm Fritzsche. Han skulle presentera sina idéer och erbjuda medel. Detta var inledningen till grundandet av ADAV (Allgemeine Deutsche Arbeiterverein), den första föregångarorganisationen till SPD (Sozialdemokratische Partei Deutschlands) som idag är Tysklands äldsta parti. 
Arbetarna måste, enligt Lassale, sammansluta sig till ett eget parti, förena sina intressen och bilda kooperativa sammanslutningar för att därmed främja sina intressen. Lassalle var mycket optimistisk beträffande verkan av hans skrivelser. Men han visste vad han höll på med. Han kände sig jämbördig med de stora tyska diktarna och skrev, när han nått en viss grad av ryktbarhet, följande:

(Svenska:)

Jag är en tysk diktare,-

Känd i de tyska landen,-

Nämner man de bästa namnen,-

Nämner man också mitt.--
(Tyska:)

Ich bin ein deutscher Dichter,-

Bekannt im deutschen Land;-

Nennt man die besten Namen,-

So wird auch der meine genannt --

Ferdinand Lassalle valdes på fem år till president för ADAV, grundat 23 maj 1863. Hans viktigaste krav var allmän och lika rösträtt till lantdagen samt nrättande av kooperativa produktionsenheter med hjälp av statliga medel.
Han övertygade om att socialismen kunde införas fredligt med hjälp av den bestående staten. Men i ADAV växte en opposition mot Lassalle fram från Julius Vahlteich och Wilhelm Liebknecht. Man förebrådde honom särskilt att han förespråkade Tysklands enande under den preussiska staten. 
Lassalle tog efter maj 1863 några gånger kontakt med Bismarck för att tala med denne om införandet av allmän rösträtt. Om Bismarck stödde detta skulle Lassalle ge honom sitt stöd. Han angrep allt mer den liberala borgerligheten men inte den preussiska staten med sitt junkervälde. Han verkade ha åsikten att den Hozenzollerska monarkien skulle kunna förvandlas till ett slags kungarike för folket. 
Bismarck kom med några konkreta löften som han också infriade, dock efter Lassales död 1864 och efter kriget mot Österrike. Då leddes ADAV av Johann Baptist von Schweitzer. 
Kort dessförinnan talade Lassale inför Högsta Domstolen, anklagad för högförräderi. Han skulle haft för avsikt att upphäva författningen. I sitt tal hävdade Lassalle att han inte bara haft denna avsikt, utan att han nästan lyckats – och helt utan blodsutgjutelse. Han nämnde ingenting om hjälpen från Bismarck. Han hade för avsikt att verka för Preussens annexion av Schleswig-Holstein, men hann inte börja med detta.

### Död i duell
Före sin död 1864 hann Lassalle uppleva flera triumfer. Han blev mottagen överallt med jubel. Under en vistelse på en kurort förälskade han sig i Helene von Dönniges. Han friade, men föräldrarna motsatte sig giftermålet. Lassalle (som ju var medlem i det gamla Burschenshaft i Breslau) utmanade fadern på duell. Denne var historikern och diplomaten Wilhelm von Dönniges (som tillhörde ett annat Burschenschaft). Denne mötte dock inte själv upp, utan gav Helenes tidigare fästman, den rumänske ädlingen Bajor Janko von Racowicza, uppdraget. Morgonen den 28 augusti 1864 for Lassalle i en droska till en förstad till Genève, Carouge. Klockan halv åtta på morgonen stod duellanterna med pistolerna riktade mot varandra. Racowicza drog först och träffade medan Lassalle sköt förbi. Tre dagar senare dog han vid 39 års ålder i Carouge. 
Han blev begravd på judiska begravningsplatsen i Breslau. En minnestavla, som förstördes av nazisterna, hade inskriften: ”Här vilar stoftet av Ferdinand Lassalle, tänkaren och kämpen.” Det polska socialistiska arbetarpartiet PPS upprättade 1946 en ny gravsten. 
Lassalle yttrade några veckor före sin död angående sitt liv: 
”Jag har inventerat mitt liv. Det var storartat, modigt, vackert, tappert och glansfullt nog. Framtiden kommer att ge mig rätt i detta”.[källa behövs]